# Brigitte Simon
Brigitte Simon (1º novembre 1956) è un'ex tennista francese.
È conosciuta anche come Brigitte Simon-Glinel.

## Carriera
Nei tornei del Grande Slam ha ottenuto il suo miglior risultato raggiungendo le semifinali nel singolare all'Open di Francia nel 1978.
In Fed Cup ha disputato un totale di 15 partite, collezionando 11 vittorie e 4 sconfitte.